# Władysław Łysy
Władysław Łysy (zm. przed 1031) - przedstawiciel węgierskiej dynastii Arpadów. 
Był synem Michała i młodszym bratem Vazula. Imię Władysław wskazuje na związki z Bułgarią, sądzi, że jego matka mogła być krewną bułgarskiego cara Samuela.
Nicola de Baumgarten, badacz genealogii Rurykowiczów, powołując się na późne źródło (Genealogia J. Pistori  Niddani), twierdził, że Władysław poślubił Przemysławę, córkę ruskiego księcia Włodzimierza I Wielkiego.
Miał syna Domosława.
Stanisław Zakrzewski identyfikował Władysława Łysego z Achtumem.